# Metzerlen-Mariastein
Metzerlen-Mariastein är en kommun i distriktet Dorneck i kantonen Solothurn, Schweiz. Kommunen har 973 invånare (2023).
Kommunen består av orten Metzerlen och klostret Mariastein.